# دیوید بکس‌بای
دیوید بکس‌بای (به انگلیسی: David Baxby) (زاده ۹ سپتامبر ۱۹۷۳) کارآفرین، بازرگان و مدیر ارشد اجرایی استرالیایی است، که در حال حاضر به‌عنوان مدیر عامل اجرایی گروه ویرجین فعالیت می‌کند. وی از اعضای هیئت مدیره شرکت‌های ویرجین استرالیا، ویرجین آتلانتیک، ویرجین امریکا و ایرآسیا ایکس می‌باشد.